# 大樹區
大樹區，舊稱「大樹腳」，前身「大樹鄉」，位於臺灣高雄市西南部。區內與旗山區、燕巢區、大社區、仁武區、鳥松區、大寮區以及屏東縣的屏東市、九如鄉相鄰，有水果之鄉的美譽。因佛光山及斜張橋坐落於此而聞名。另外高雄的知名景點如義大遊樂世界、下淡水溪鐵橋高雄端的舊鐵橋濕地公園以及三和瓦窯亦位於此區。

## 歷史
大树区的历史发展起源於清朝时期，在开发之前大树地区只是一大片的荒蛮地带，仅在小坪顶和姑婆寮等少数地区有人居住，1895年前此地为台南府凤山县小竹里所管辖，1895年甲午战争台湾割让给日本后，仍属凤山县，但分为观音内里和小竹上里。至1909年台湾总督府调整全台行政区域，废县置厅政策施行后便将此地改隶为台南市凤山支厅，观音内里改设姑婆寮区、小竹上里改设井子脚区、后井子脚区于井子脚区改为小坪顶区，后来又成为九曲堂区。
1920年实施地方自治、废区设庄将井子脚区和九曲堂区合并为大树庄，并隶属高雄州凤山郡管辖；1945年第二次世界大战終戰後，废庄设乡成立高雄县大树乡，将原本13个村落画分为18个村落，分别为水安村、小坪村、龙目村、三和村、兴田村、统岭村、竹寮村、和山村、姑山村、九曲村、久堂村、大树村、檨脚村、兴山村、大坑村、溪埔村、水寮村和井脚村等等，2010年12月25日高雄县市合并后，称为高雄市大树区。
1907年鐵道於九曲堂設站，百年來已改變大樹區的人口重心。現今九曲堂已占全區人口近3成，取代過去的大樹腳（今大樹里）。九曲堂所在的九曲里、久堂里，亦是大樹區人口最多的村里。

## 人口
根據高雄市政府民政局統計，2024年底大樹區戶數約1.5萬戶，人口約4萬人，區內人口最多與最少的里分別是九曲里與統嶺里，2024年底兩里人口分別為6,138人與679人。

## 政治

### 歷任首長
鄉長時期
| 屆次 | 姓名   | 備註 |
| ---- | ------ | ---- |
| 1    | 陳雨生 |      |
| 2    | 黃世英 |      |
| 3    | 蔡清來 |      |
| 4    | 蔡清來 |      |
| 5    | 吳江洲 |      |
| 6    | 吳江洲 |      |
| 7    | 蘇雲南 |      |
| 8    | 蘇雲南 |      |
| 9    | 郭明   |      |
| 10   | 郭明   |      |
| 11   | 黃寶源 |      |
| 12   | 黃登勇 |      |
| 13   | 黃寶源 |      |
| 14   | 曾英志 |      |
| 15   | 曾英志 |      |

區長時期
- 王宏榮
- 黃傳殷
- 黃伯雄
- 楊孝治
- 陳景星
- 陳進雄
- 汪小芬
- 陳振坤
- 陳靜蘭
- 楊明融

### 區政組織
大樹區公所是高雄市政府在大樹區的派出機關，在中華民國政府架構中為市政府綜理區政的執行機關，上級業務監督機關為高雄市政府。区长由市長任命，其任期為無任期保障。在區長及主任秘書之下，設有4課4室等8個內部單位。

### 行政區劃
日治末期大樹庄轄域內分為大樹、溪埔、姑婆寮（姑山及三和）、檨子腳、小坪頂、九曲堂（九曲及久堂）、無水寮（水寮及水安）七個大字。
| 大樹區行政區劃 |
| 統 嶺 里 興 田 里 溪埔里 大坑 三 和 里 和 山 里 姑山里 興山里 檨腳里 大樹里 竹寮里 九曲里 久 堂 里 水 安 里 水寮里 井腳里 小坪里 龍 目 里 |

## 教育

### 大專院校
- 義守大學

### 高級中等學校
- 高雄市私立普門高級中學
- 高雄市私立義大國際高級中學

### 國民中學
- 高雄市立大樹國民中學[4]
- 高雄市立溪埔國民中學[5]
- 高雄市私立義大國際高級中學國民中學部
- 高雄市私立普門高級中學中學課程

### 國民小學
- 高雄市大樹區大樹國民小學[6]
- 高雄市大樹區九曲國民小學[7]
- 高雄市大樹區水寮國民小學[8]
- 高雄市大樹區溪埔國民小學[9]
- 高雄市大樹區龍目國民小學[10]
- 高雄市大樹區小坪國民小學[11]
- 高雄市大樹區姑山國民小學[12]
- 高雄市大樹區興田國民小學[13]
- 高雄市私立義大國際高級中學國民小學課程
- 九曲堂西國民學校(1913-1945)：高雄縣大樹鄉竹久堂村 1913鳳山尋常高等小學校九曲堂分教場1917九曲堂尋常小學校1941九曲堂西國民學校 ，廢棄的九曲堂鳳梨會社內或旁，現為民宅
- 高雄縣大樹鄉九曲國民小學竹寮分班(1971-2003)：高雄縣大樹鄉竹寮村竹寮路
- 高雄市大樹區大樹國民小學和山分校(1961-2020)：高雄市大樹區和山里和山路23-1號（山豬窟學園）

### 成人基本教育研習班
- 高雄市大樹區大樹國民小學成人基本教育研習班
- 高雄市大樹區興田國民小學成人基本教育研習班

## 交通

### 鐵路
臺灣鐵路公司
- 屏東線：九曲堂車站

高雄捷運
- 佛光山線[14] (規劃中)

### 公路
- 國道十號
  - 仁武交流道（6k，實際位於仁武區）
  - 嶺口交流道（22k，實際位於旗山區）
- 高屏第二東西向快速公路（規劃中）
  - 大樹交流道
- 台22線
- 台29線
- 市道186號：仁武區 - 大樹區
  - 市道186甲線：大社區 - 仁武區 - 大樹區

### 公共運輸系統
市區公車（原公路客運）
- 8009：旗山北站－建國站
- 8010：建國站－旗山北站
- 8010區間車：鳳山轉運站（捷運大東站）－旗山北站
- 8501：義大世界－高鐵左營站
- 8502：義大世界－高雄市立美術館
- 8505：義大世界－前鎮高中
- 8506：義大世界－臺鐵岡山車站（捷運岡山車站）

市區公車
- 96：義大世界－義大醫院
- 橘7A：自由路（被服廠）－舊鐵橋濕地公園－中興北路一
- 橘7B：自由路（被服廠）－中興北路一－佛陀紀念館
- 橘7C：高雄客運鳳山站－大樹
- 橘18：義大世界－鳳陽社區
- 橘18A：義大世界－鳳山轉運站（捷運大東站）
- 綠2：義大世界－市政大樓（四維三路）
- 綠2A：義大世界－輕軌灣仔內站
- E02哈佛快線：高鐵左營站－佛光山

觀光公車
- 大樹祈福線：臺鐵鳳山站－佛陀紀念館

## 宗教禮拜場所

### 道教和臺灣民間信仰
- 大樹保興宮-保生大帝
- 大樹保安宮-廣澤尊王
- 大樹檨腳鳳山寺-廣澤尊王
- 大樹龍目龍安宮-龍樹尊王
- 大樹龍目代天宮-五府千歲
- 大樹龍目北極殿-玄天上帝
- 大樹孫真府-孫濱仙師
- 東照山關帝廟-關聖帝君
- 大樹聖保宮-五府千歲
- 大樹廣信府-張天師
- 大樹鎮安宮-廣澤尊王
- 大樹玉清宮-池府千歲
- 大樹北極殿-玄天上帝
- 大樹保隆宮-溫府千歲
- 大樹保能宮-保生大帝
- 九曲堂北極殿-玄天上帝
- 大樹久堂慈后宮-天上聖母
- 大樹霞海城隍廟-城隍尊神
- 大樹無水寮北極殿-玄天上帝
- 大樹臺灣天壇
- 大樹五龍山靈聖堂-濟公活佛

### 佛教
- 佛光山寺

### 基督宗教
| 宗派                             | 教會（禮拜堂 / 聖堂）      |
| -------------------------------- | -------------------------- |
| 歸正宗長老會（臺灣基督長老教會） | 大樹教會、九曲堂教會       |
| 循道宗（衛理會）                 | 基督教中華循理會九曲堂教會 |
| 召會                             | 中正路會所（大樹）         |
| 其他                             | 九曲堂JCT教會              |

## 旅遊

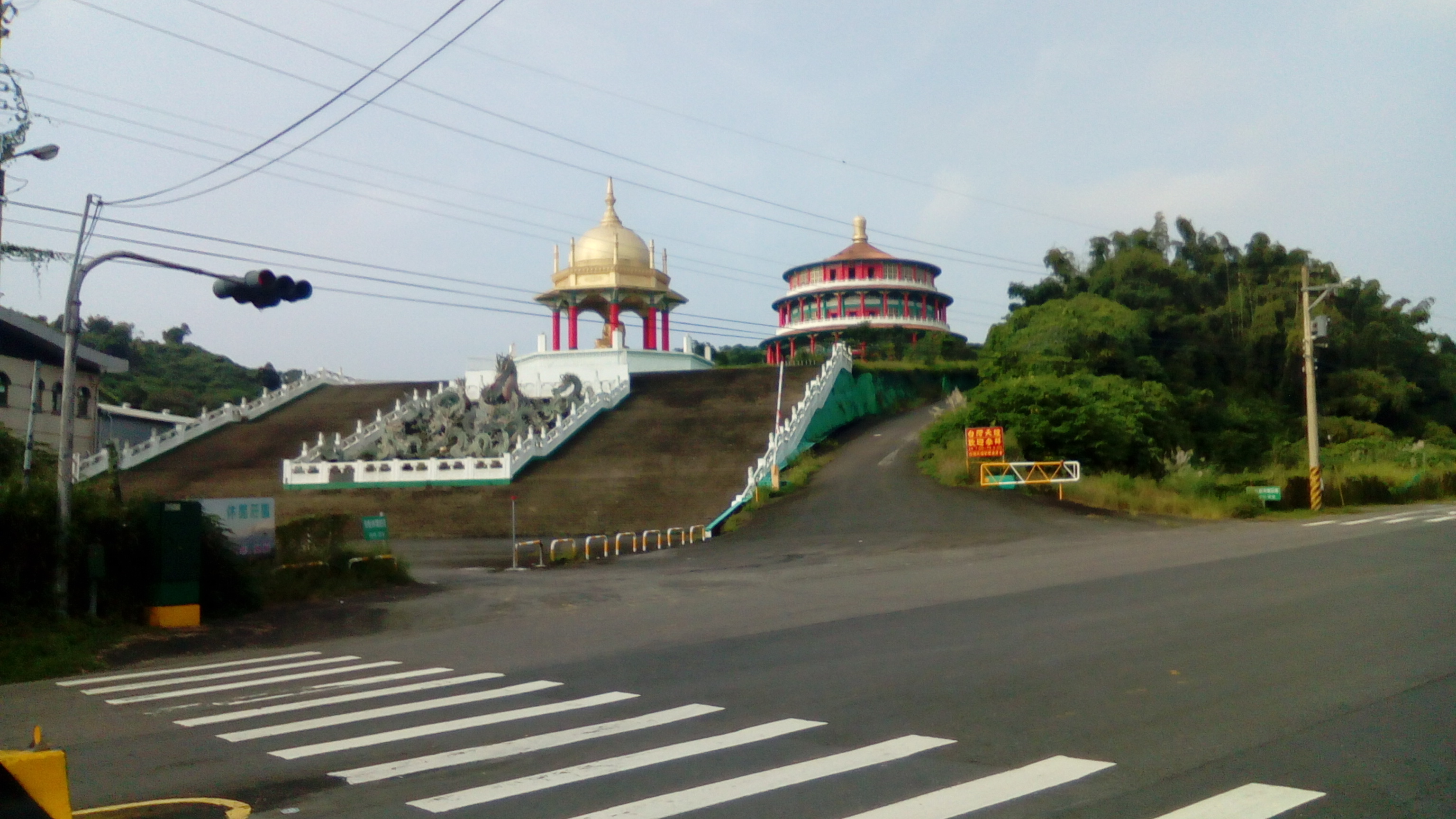
大樹天壇

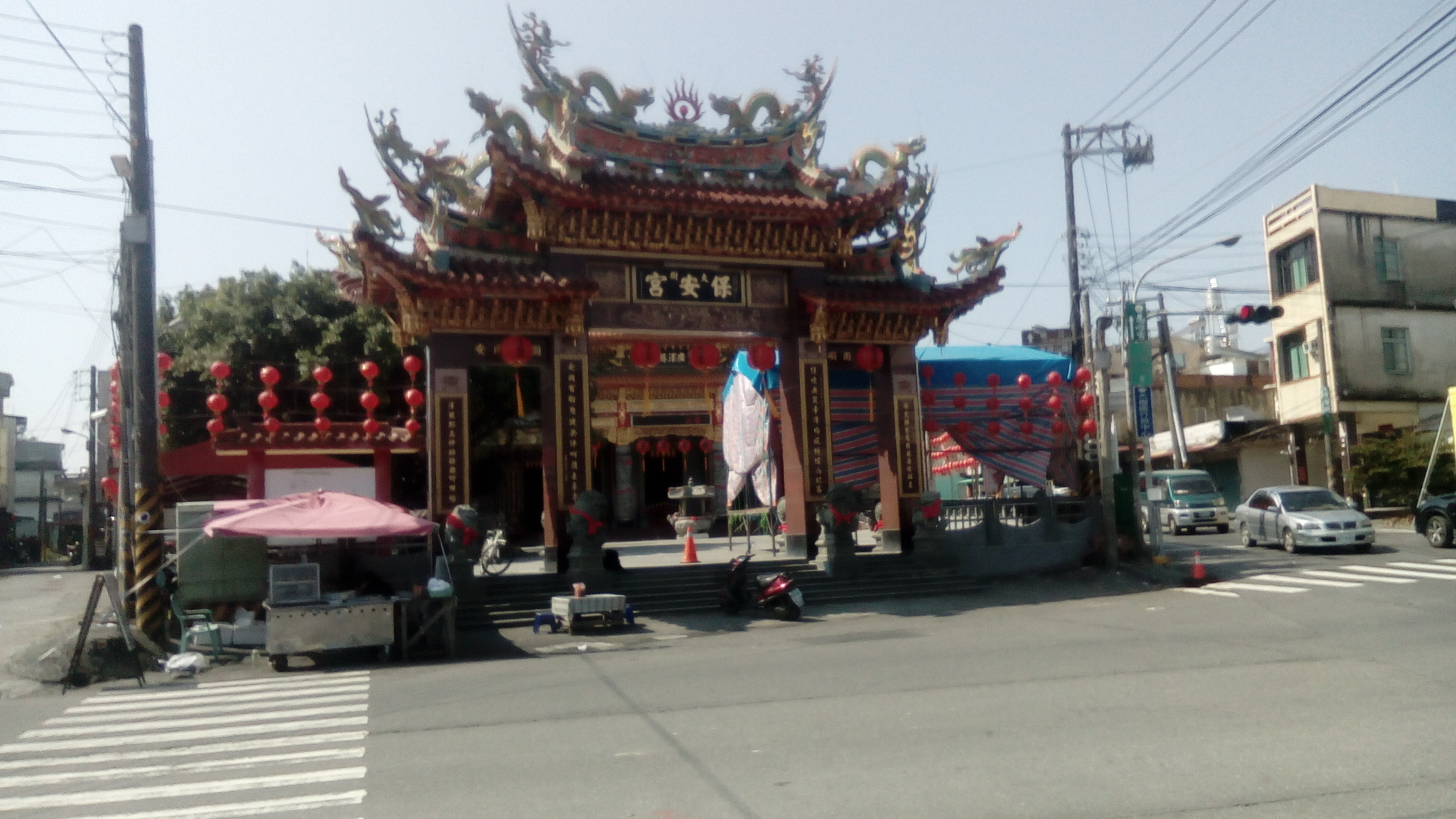
大樹保安宮

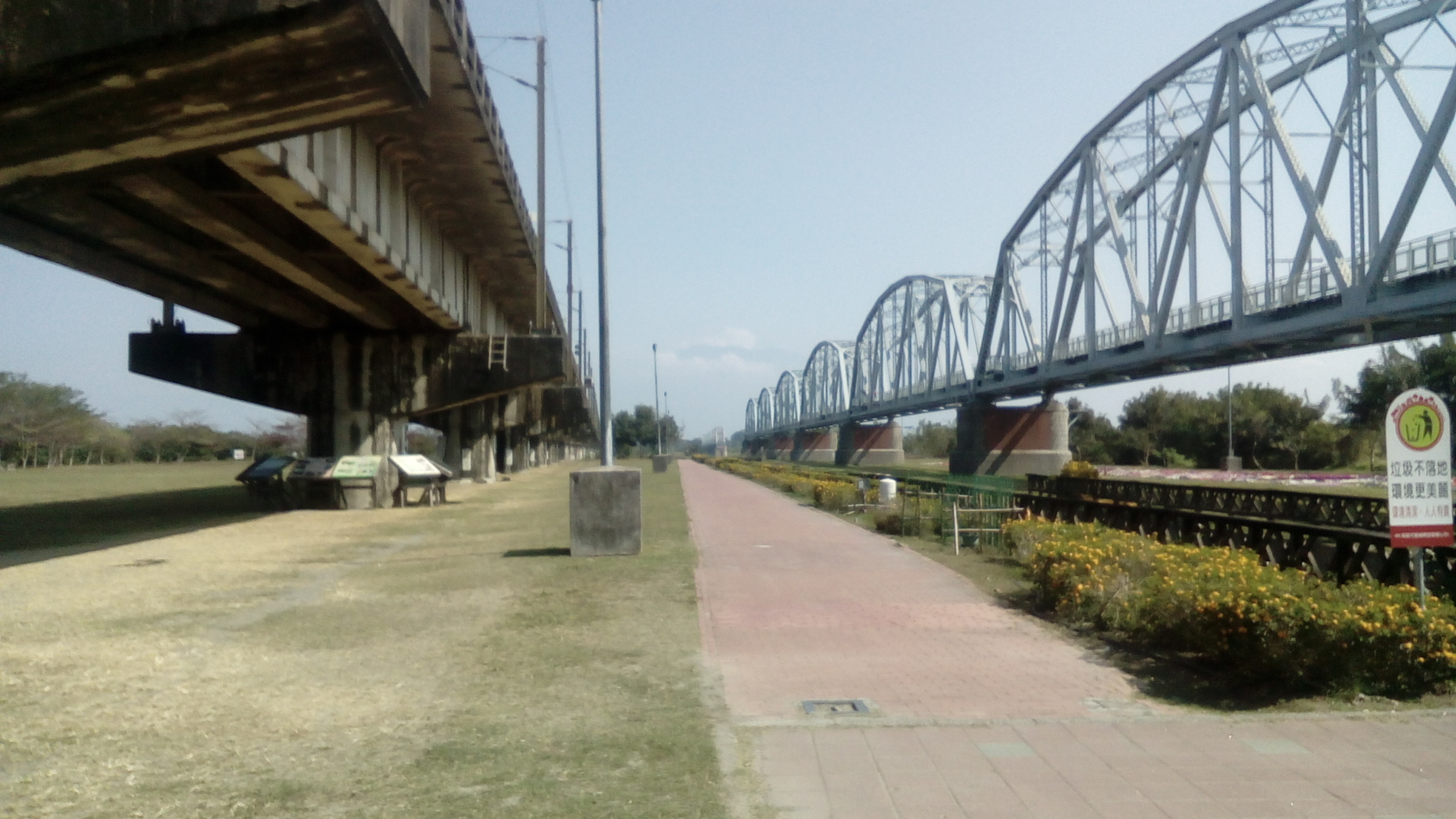
高屏溪舊鐵橋溼地公園

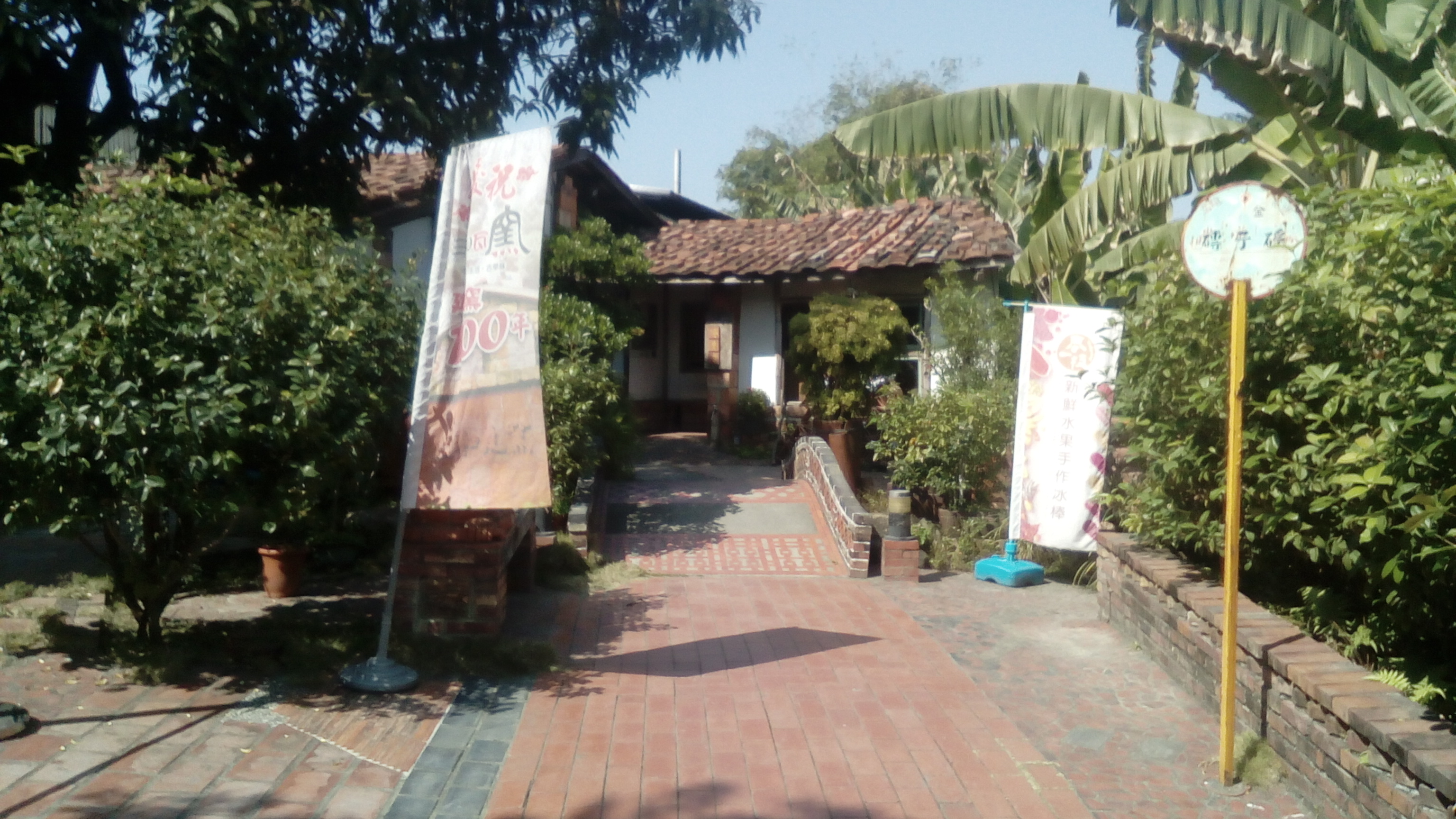
大樹區三和瓦窯

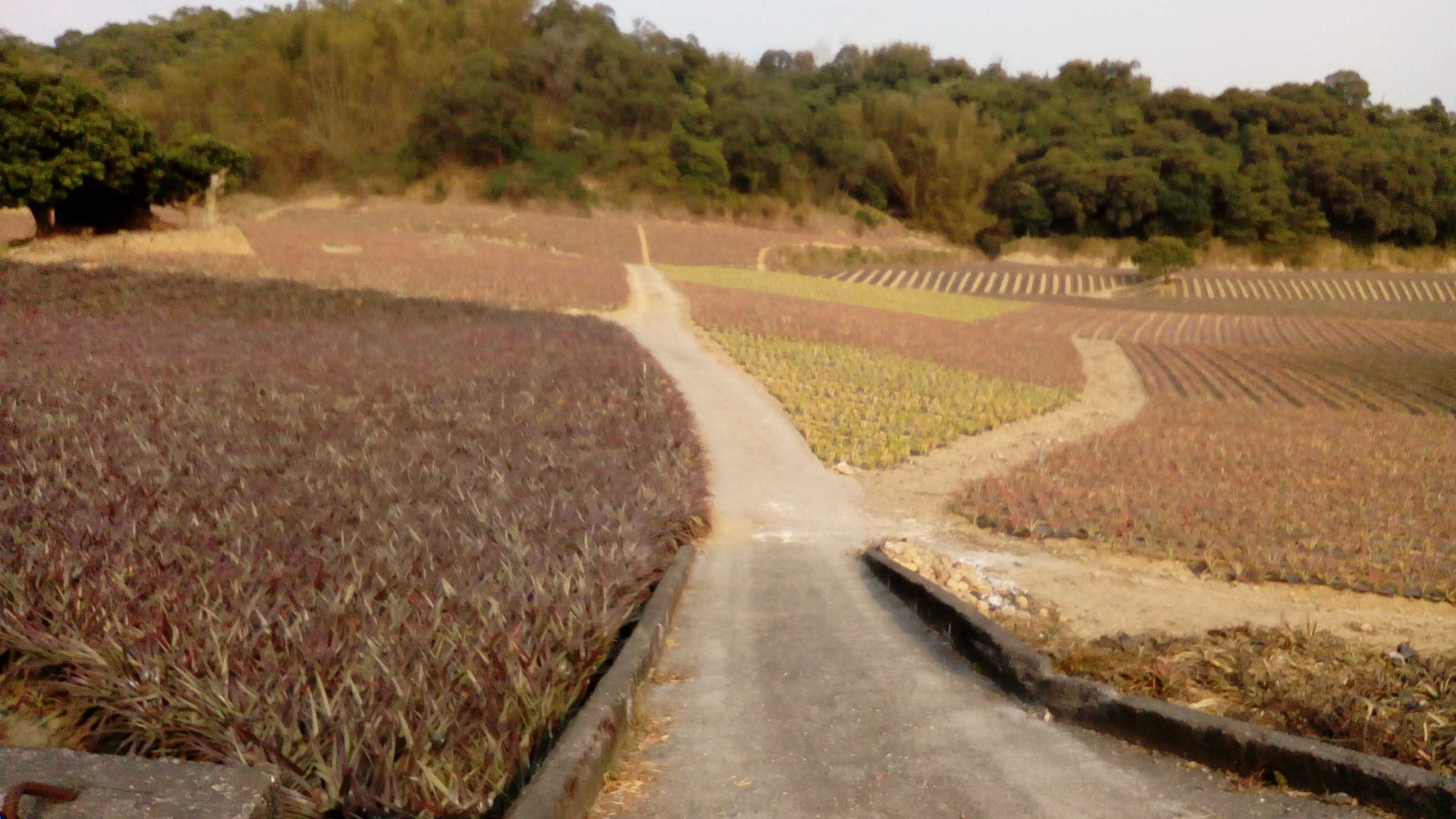
大樹區鳳梨谷

- 佛光山
- 佛陀紀念館
- 義大世界
- 三和瓦窯
- 高屏溪斜張橋
- 高屏溪攔河堰
- 臺灣鳳梨工場
- 竹寮山觀光農場
- 大樹區鳳荔文化館
- 姑婆寮莊家古厝
- 華一休閒農場
- 東照山咖啡休閒農場
- 紅豆咖啡休閒體驗區
- 高屏溪舊鐵橋人工溼地
- 義大世界購物廣場

## 特產
- 荔枝：以玉荷包名聞遐邇
- 鳳梨（另有鳳梨醬）
- 紅豆咖啡
- 胡瓜
- 苦瓜
- 南瓜
- 香草
- 瓦片

## 大樹三寶
水、荔枝、鳳梨，俗話說：「吃大樹水，沒肥也會美。」

## 外部連結
- 大樹區公所（页面存档备份，存于）
- 高雄市鳥松戶政事務所大樹辦公處 （页面存档备份，存于）
- 高雄市大樹區衛生所 （页面存档备份，存于）